# Парадис Оскар
Парадис Оскар (енгл. Paradise Oskar; Кирконуми, 23. октобар 1990) је фински певач. Учествовао је на Песми Евровизије 2011. године са песмом Da, da dam.

## Дискографија
- Sunday Songs (2011)
- - 2011.
- - 2011.